# Música da Estônia
Os estonianos são intimamente ligados aos finlandeses e suas músicas são de certa forma semelhantes.  A cítara é talvez o instrumento musical mais popular, enquanto que a canção-runo é a típica música tradicional nacional.

## História

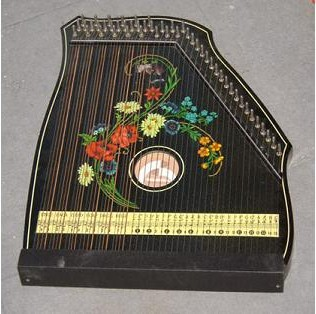
A cítara é talvez o instrumento musical mais popular da Estônia.

A canção-runo estoniana (em estoniano: regilaul) tem sido extensivamente registrada e estudada, especialmente aquelas cantadas por mulheres. Elas podem ser de várias formas, incluindo canções de trabalho, baladas e lendas épicas. Muitos dos primeiros estudos da canção-runo foram realizados na década de 1860 por Friedrich Reinhold Kreutzwald, que as usou para compor o épico nacional estoniano, Kalevipoeg. No século XX, entretanto, a canção-runo desapareceu de grande parte da Estônia, existindo apenas nas tradições da Setomaa (região ao sul do lago Peipus) e Kihnu (uma ilha no mar Báltico).
Os tradicionais instrumentos de sopro derivam daqueles usados pelos pastores de rebanhos e foram muito difundidos, porém atualmente eles são pouco empregados. Entre outros instrumentos estão o fiddle (uma espécie de violino), a cítara, a concertina e o acordeão, que são muito usados para acompanhar a polca ou outro tipo de dança. O kantele (em estoniano: kannel) é um instrumento nativo, que é atualmente mais popular entre os estonianos-estadunidenses do que em sua próprio terra natal. Dentre os músicos estonianos que tocam o kannel estão: Igor Tõnurist e Tuule Kann.

## Século XX

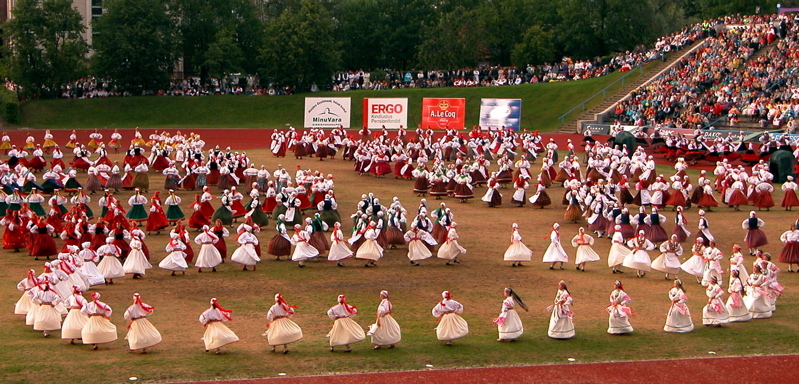
Dança Folclórica da Estônia

Na década de 1960, o governo soviético começou a encorajar a arte folclórica de suas repúblicas constituintes. As bandas etnográficas foram formadas e um grupo coral de Värska, Leiko, surgiu em 1964, outras formas menos regionais de música folclórica estoniana surgiram logo a seguir, começando com a formação do Leigarid em 1969. As décadas de 1950 e 1960 também viram a publicação de Eesti rahvalaule viisidega (canções folclóricas estonianas com melodias) de Herbert Tampere, uma coleção de canções folclóricas.  O primeiro disco de vinil de música tradicional, Eesti rahvalaule ja pillilugusid (canções folclóricas estonianas e peças instrumentais) foi lançado em 1967. Na década de 1980, uma série de festivais aconteceram para ajudar a estimular o crescente movimento pela liberdade de expressão; dentre eles estão: a conferência de CIOFF em 1985, o Viru säru em 1986 e o Baltica de 1989.
A Estônia também produziu vários compositores clássicos de alta reputação durante o século XX, entre eles: Rudolf Tobias (1873-1918), Heino Eller (1887-1970), Artur Kapp (1878-1952), Mart Saar (1882-1963), Lepo Sumera (1950-2000), Eduard Tubin (1905-1982) e os compositores que ainda vivem citados abaixo.

## Hoje

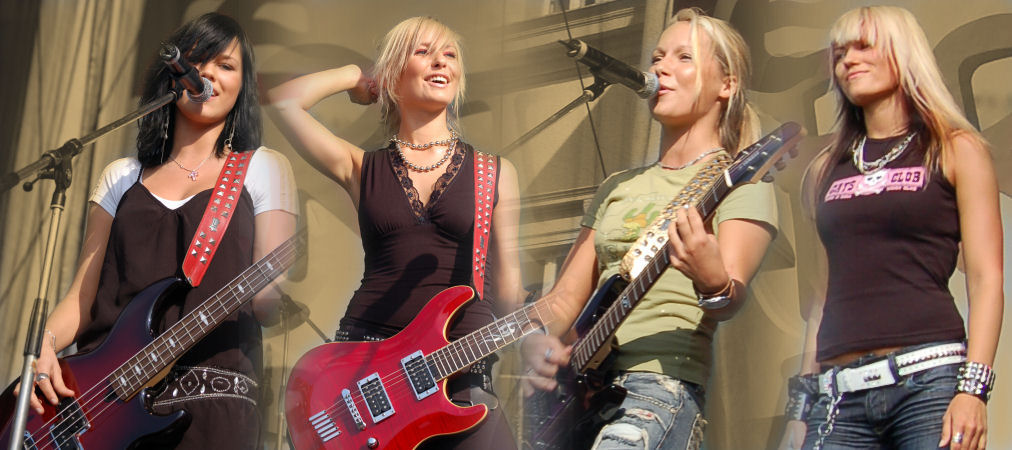
A banda estoniana Vanilla Ninja em 2005.

Essas comemorações das tradições têm inspirado muitos compositores atuais que modernizaram a música tradicional, entre eles: Olev Muska e Coralie Joyce, Kirile Loo, Veljo Tormis e o grupo coral estoniano-australiano Kiri-uu. Dentre outros músicos modernos estonianos estão os influentes compositores: René Eespere (1953-), Ester Mägi (1922-), Arvo Pärt (1935-), Urmas Sisask (1960-), Veljo Tormis (1930-) e Erkki-Sven Tüür (1959-).
Há vários festivais anuais de música estoniana. A banda feminina estoniana de rock, Vanilla Ninja, é a mais conhecida, tendo feito muito sucesso em diversos países da Europa, como a Alemanha, a Suíça e a Áustria.
Metsatöll é uma banda de folk metal que combina canção-runo e instrumentos folclóricos tradicionais com metal. O grupo Laudaukse Kääksutajad proporciona ao mundo interpretações modernas para antigas canções estonianas. Outra banda que faz muito sucesso no país é a banda de new wave Agent M.
A música da Estônia também é privilegiada com a cantora e compositora Kerli, nascida em 7 de fevereiro de 1987 na cidade de Elva, região de Tartu. A canção "Tea Party" faz parte da trilha sonora de Alice no País das Maravilhas de Tim Burton. Seu álbum de estreia, Love Is Dead atingiu o 126º lugar na Billboard 200.